# McGlusky the Sea Rover
McGlusky the Sea Rover é um filme de ação e aventura britânico de 1935, dirigido por Walter Summers e estrelado por Jack Doyle, Tamara Desni e Henry Mollison. Foi baseado em um romance de A. G. Hales.

## Elenco
- Jack Doyle - McGlusky
- Tamara Desni - Flame
- Henry Mollison - Capitão Mazarin
- Cecil Ramage - Auda
- Frank Cochrane - Abu
- Hugh Miller - Karim
- Jack Short - Govan